# ريا هينز
ريا هينز (بالإنجليزية: Rhea Haines)‏ هي ممثلة أمريكية، ولدت في 2 أكتوبر 1894 في إنديانا في الولايات المتحدة، وتوفيت في 12 مارس 1964 في هوليوود في الولايات المتحدة.

## وصلات خارجية
- ريا هينز على موقع IMDb (الإنجليزية)
- ريا هينز على موقع قاعدة بيانات الفيلم (الإنجليزية)